# Zofia Olszewska
Zofia Olszewska (ur. 1923, zm. 10 lutego 2017) – polska dermatolog i wenerolog, profesor zwyczajny, doktor habilitowany nauk medycznych, lekarz praktyk, wykładowca i naukowiec.

## Biografia
Urodziła się 21 marca 1923 r. w Chęcinach. Do wybuchu II wojny światowej mieszkała w Piotrkowie Trybunalskim, gdzie ukończyła szkołę powszechną i gimnazjum. Egzamin dojrzałości zdała na tajnych kompletach. W 1945 r. została przyjęta na Wydział Lekarski Uniwersytetu Łódzkiego. Dyplom lekarza uzyskała w 1951 r. Od 1950 do 1993 r. prof. Olszewska nieprzerwanie pracowała w Klinice Dermatologii i Wenerologii Akademii Medycznej w Łodzi kolejno na stanowisku asystenta, adiunkta, docenta i profesora. Detaszowana do Szpitala im. dr. Wł. Biegańskiego w Łodzi w 1977 r. objęła funkcję ordynatora Oddziału Dermatologicznego. Odbyła staże w Klinice Uniwersytetu Friedricha Schillera w Jenie oraz w Klinice Dermatologicznej Uniwersytetu Humboldta. 
Profesor Olszewska była wybitnym naukowcem i znakomitym lekarzem. Główne kierunki Jej badań to: odczynowość skóry, metabolizm metali śladowych w wybranych schorzeniach skóry, patogeneza i leczenie twardziny układowej lekami immunosupresyjnymi, leczenie immunosupresyjne oraz immunomodulujące wybranych dermatoz, gruźlica skóry. Opublikowała 94 prace oryginalne, była współautorką sześciu książek i dwóch skryptów. Pasją Profesor było nauczanie, była znakomitym nauczycielem. Troje lekarzy uzyskało pod Jej kierunkiem stopień doktora nauk medycznych. Była opiekunem specjalizacji I i II stopnia z dermatologii i wenerologii 14 lekarzy. W roku akademickim 1987/1988 została uznana przez studentów IV roku Wydziału Lekarskiego za najlepszego nauczyciela akademickiego. Recenzowała prace habilitacyjne. 
Od 1952 r. prof. Olszewska była członkiem Polskiego Towarzystwa Dermatologicznego. Pełniła funkcje wiceprezesa i prezesa Oddziału Łódzkiego PTD. W latach 1988–1993 była przewodniczącą Rady Naukowej Instytutu Stomatologii Akademii Medycznej w Łodzi. 
Została odznaczona Krzyżem Kawalerskim Orderu Odrodzenia Polski, Złotym Krzyżem Zasługi, Medalem Komisji Edukacji Narodowej, tytułem Zasłużonego Nauczyciela PRL, Honorową Odznaką Miasta Łodzi.